# New Guards Group
New Guards Group è un Holding company italiana  di moda contemporanea di lusso, co-fondata a Milano, nel 2015 da Claudio Antonioli, Davide De Giglio e Marcelo Burlon.

## Storia
Nel dicembre 2017, la società ha acquisito una quota non divulgata nel marchio di maglieria Alanui.
Nel marzo 2018, l'etichetta di moda Anna Blessmann, A Plan Application, è entrata a far parte dell'azienda con l'artista grafico Peter Saville.
Nel marzo 2019, Peggy Gou si è unita alla lista delle etichette con la sua nuova linea di abbigliamento, Kirin.
Nell'agosto 2019, Farfetch ha acquistato il gruppo per un totale di $ 675 milioni.

## Aziende del gruppo
Fanno parte del gruppo di moda contemporanea di lusso:
- Marcelo Burlon County of Milan [2]
- Off-White c/o Virgil Abloh
- Palm Angels [7]
- Unravel Project
- Heron Preston
- A Plan Appication [4]
- Alanui [3]
- Kirin di Peggy Gou [5]
- Opening Ceremony [8]
- Ambush [9]